# Landkreis Jerichower Land
Landkreis Jerichower Land är ett distrikt (Landkreis) i nordöstra delen av det tyska förbundslandet Sachsen-Anhalt, öster om floden Elbe. Huvudort och största stad är Burg bei Magdeburg.

## Administrativ indelning
I förvaltningsrättslig mening finns i modern tid ingen skillnad mellan begreppet Stadt (stad) gentemot Gemeinde (kommun). Följande kommuner och städer ligger i Landkreis Jerichower Land:
(Invånarantal 31 december 2013 anges)

### Städer
- Burg bei Magdeburg (22 828)
- Genthin (14 553)
- Gommern (10 612)
- Jerichow (7158)
- Möckern (13 243)

### Landskommuner
- Biederitz (8451)
- Elbe-Parey (6861)
- Möser (8015)